# Teoria sistemelor
Teoria sistemelor, un concept din domeniul filozofiei, este un model epistemologic interdisciplinar în care sistemele sunt utilizate pentru a descrie și a explica fenomene cu grad variabil de complexitate. Analiza structurilor și funcțiilor duce de multe ori la prognoze realiste privind comportamentul sistemic.
Conceptul de teoria sistemelor, sau teoria sistemică, este utilizat în diferite discipline științifice, precum informatică, fizică, electrotehnică, pedagogie, chimie, geografie, biologie, logică, matematică, fiziologie, sociologie, psihologie, etnologie, semiotică, filologie și desigur filozofie.
Teoria aceasta nu este încă o disciplină de sine stătătoare, ci doar un cadru cu multe ramificații și heterogen pentru un discurs interdisciplinar, care are sistemul drept concept de bază.
Deci nu există o singură "teorie a sistemelor", ci o sumedenie de definiții concurente și parțial contradictorii.
Teoria sistemelor este cunoașterea superioară, de nivel teoretic, a obiectelor care posedă proprietatea integralității, a mulțimilor compacte de entități care ființează ca unul. Nu constituie obiect al cunoașterii sistemice lucrurile constituite din componente conglomerate întâmplător, ci numai obiecte compuse din părți legate prin necesitate între ele. Circumscrierea obiectului teoriei sistemelor se face în baza următoarelor proprietăți definitorii ale obiectului considerat 1.integralitatea 2.finalitatea 3.organizarea 4.autonomie relativă. 
Există mai multe nivele ale teoriilor despre sisteme.

## Teoria generală a sistemelor
Teoria generală a sistemelor este o teorie despre sisteme desprinse de formele lor concrete. Extragerea se realizează prin reținerea componentelor esențiale, definitorii, ale fiecărui tip de sistem. Tinzând la cunoașterea generalului din sisteme, teoria generală a sistemelor consideră ca obiect al său de cunoaștere complexitățile organizate.